# 福里诺
福里诺（義大利語：Forino），是意大利阿韦利诺省的一个市镇。总面积20.39平方公里，2022年人口為5191人，人口密度254.59人/平方公里。ISTAT代码为064034。